# Paysage avec l'enterrement de sainte Séraphie
Paysage avec l’enterrement de sainte Séraphie est un tableau peint à l'huile sur toile réalisé en 1639-1640 par le peintre français du baroque Claude Lorrain pour le palais du Buen Retiro par commission de Philippe IV. Il est conservé actuellement au musée du Prado à Madrid.

## Historique de l'œuvre
Commande de Philippe IV pour décorer le palais du Buen Retiro (en particulier pour la Galerie des Paysages), cette œuvre fait partie d’une série picturale à laquelle ont également participé d’autres grands peintres de l’époque, dont Nicolas Poussin, Herman van Swanevelt, Jan Both, Gaspard Dughet et Jean Lemaire. Elle passe de la collection royale au musée du Prado de Madrid, où elle est actuellement conservée (no  de catalogue 2252). 
Lorraine a réalisé huit tableaux monumentaux pour le palais du Buen Retiro, en deux groupes : quatre de format longitudinal (en 1635-38: Paysage avec la tentation de saint Antoine, Paysage avec saint Onuphre, Paysage avec sainte María de Cervelló et une oeuvre inconnue) et quatre de format vertical (en 1639-41: Paysage avec Tobie et Raphaël, Le Port d'Ostie avec l'embarquement de sainte Paule, Paysage avec Moïse sauvé des eaux du Nil, Paysage avec l’enterrement de sainte Séraphie). Le programme iconographique, inspiré de la Bible et de La Légende dorée, a été choisi par Gaspar de Guzmán, comte-duc d'Olivares, qui dirige les travaux.
Ce tableau est le pendant de Paysage avec Moïse sauvé des eaux du Nil, aussi au Prado : tandis que Moïse représente la naissance, sainte Séraphie représente la mort, symbolisant le passage du temps.
Cette œuvre figure sous le numéro 48 dans le Liber Veritatis, le cahier de dessins où Claude notait toutes ses œuvres pour éviter les falsifications.

## Description
Il s’agit d’une peinture religieuse : sainte Séraphie est servante de sainte Sabine, une Romaine d’origine, qu’elle convertit au christianisme, fait par lequel elles sont martyrisées sous le règne d’Hadrien. Ce fait s’est produit dans la ville de Vindena, qui, bien que proche de Terni, au XVIIIe siècle, au moment de la réalisation du tableau, est supposée correspondre à l’Aventin, l’une des sept collines de Rome : c’est pourquoi l'église Santa Sabina de Rome a été construite à cet endroit.
Dans le tableau, sur le couvercle du sarcophage, figure l’inscription SEPVLTVRA.S.SABIN (a)... SEPELIR(e) IVBET.C.SANCTAE SERAPI(ae).
Claude montre le moment de l'enterrement de la sainte, dans un lieu parsemé de ruines classiques, comme référence au fait que la basilique chrétienne de Santa Sabina a été érigée sur l’ancien temple de Junon. La scène ne correspond pas au moment chronologique du martyre de la sainte : les ruines sont contemporaines à l’époque de l’artiste, où le lieu est connu comme le Campo Vaccino, parce que les vaches paissent à cet endroit. En arrière-plan se trouve l’Amphithéâtre Flavio, plus connu sous le nom de Colisée, et au loin, on aperçoit le Tibre.
Claude Lorrain déploie dans cette œuvre une de ses compositions typiques, où la figure humaine est réduite au minimum et n’est qu’un prétexte pour donner un sujet à l’œuvre, tandis que le rôle principal est offert au paysage, un vaste panorama majestueux et bucolique, évocateur d’un passé splendide, où l’intense chromatisme et les effets lumineux et atmosphériques jouent un rôle fondamental.

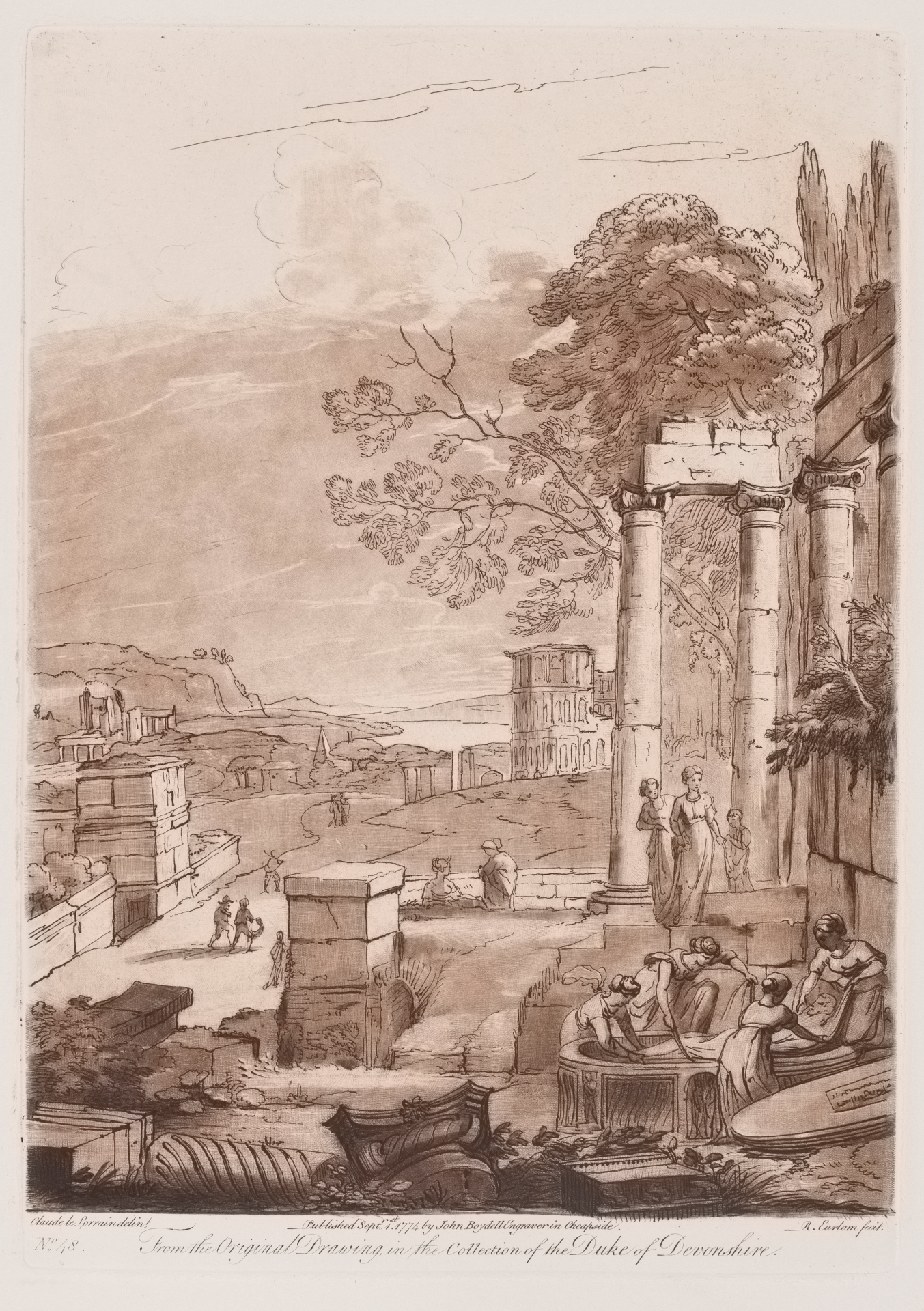
Estampe de 1774 par Richard Earlom à partir du Liber Veritatis. Eau-forte, sûrement deuxième édition, XIXe siècle,  cabinet des dessins et estampes du musée du Prado, donation Pedro María Alberdi Buruaga.
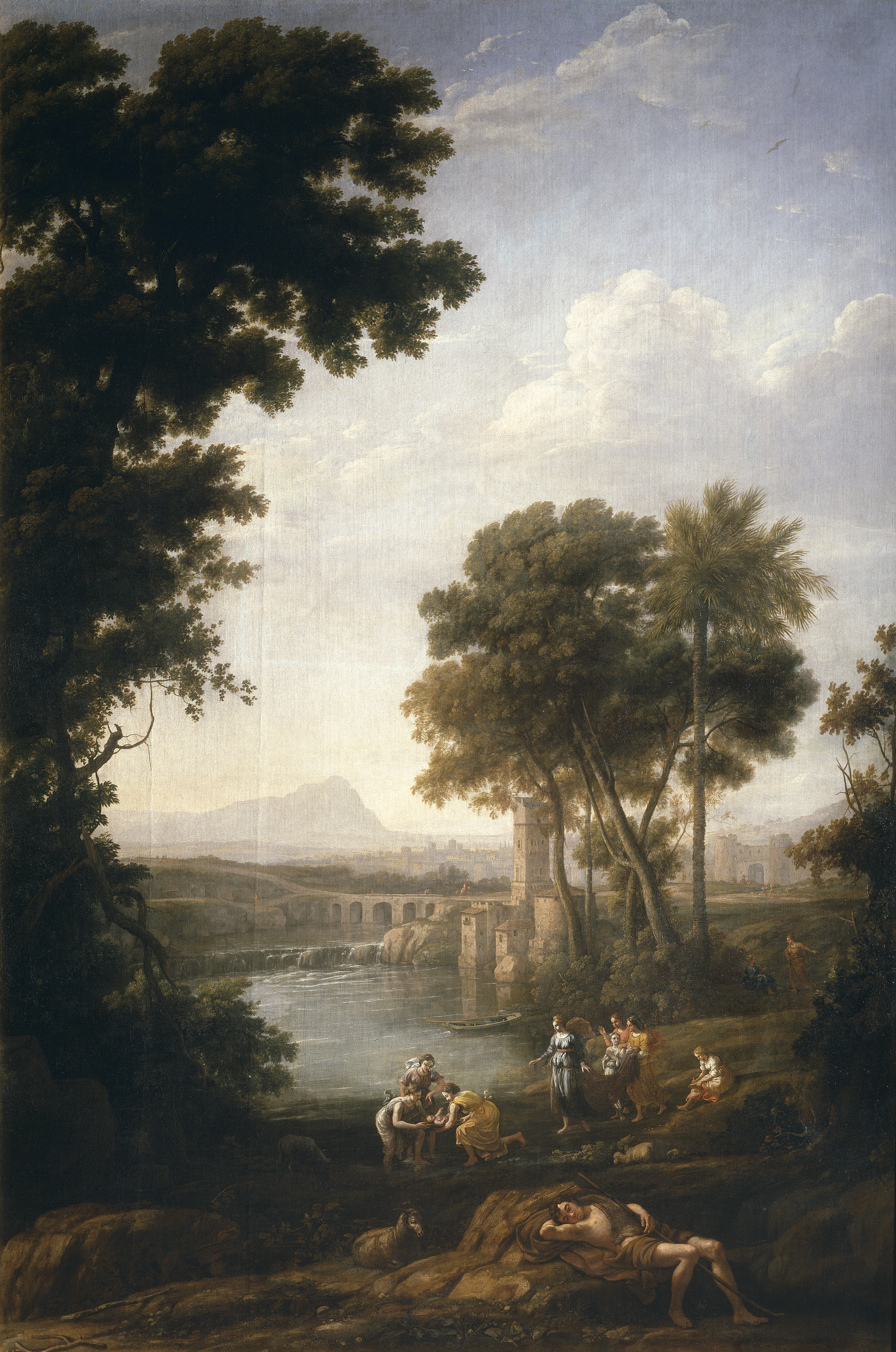
Paysage avec Moïse sauvé des eaux du Nil, son pendant.